# Karen Grigorian
Pour les articles homonymes, voir Karen H. Grigorian et Grigorian.
Karen Achtovitch Grigorian est un joueur d'échecs arménien né le 7 septembre 1947 à Moscou et mort le 30 décembre 1989 à Erevan.

## Biographie et carrière
Champion de la République soviétique d'Arménie en 1969, 1970 et 1972 (ex æquo avec son frère Levon Grigorian), Grigorian obtient le titre de maître international en 1982. Il est champion de Moscou en 1975 et 1979.
Il se qualifie pour sept finales du championnat d'URSS d'échecs de 1971 à 1977. Lors du championnat d'URSS 1973, qui est un des plus forts tournois d'échecs de l'histoire, il finit septième parmi dix-huit joueurs, ex æquo avec Efim Geller, annulant ses parties contre Boris Spassky, Anatoli Karpov, Tigran Petrossian, Viktor Kortchnoï et battant Mikhaïl Tal. Il est classé 60e joueur mondial au classement de la FIDE en mai 1974 et 59e en janvier-1975.
Victime de troubles psychologiques, Karen Grigorian se suicide en décembre 1989, en sautant d'un pont à Erevan.